# Chinese Volleyball League 2008-2009 (femminile)
La Chinese Volleyball League 2008-2009 si è svolta dal 2008 al 2009: al torneo hanno partecipato 10 squadre di club cinesi e la vittoria finale è andata per la sesta volta, la terza consecutiva, al Tianjin.

## Squadre partecipanti
| - Bayi - Beijing - Hebei - Jiangsu - Liaoning | - Shandong - Shanghai - Sichuan - Tianjin - Zhejiang |

## Premi individuali[1]
| Premio             | Giocatrice   | Squadra  |
| ------------------ | ------------ | -------- |
| MVP                | Chen Yao     | Bayi     |
| Miglior attaccante | Yang Jie     | Tianjin  |
| Miglior muro       | Ma Yunwen    | Shanghai |
| Miglior servizio   | Ye Ling      | Zhejiang |
| Miglior allenatore | Wang Boaquan | Tianjin  |

## Classifica finale[1]
| Pos | Squadra  | Verdetto                        |
| --- | -------- | ------------------------------- |
| 1   | Tianjin  | Al Campionato asiatico per club |
| 2   | Shanghai |                                 |
| 3   | Jiangsu  |                                 |
| 4   | Zhejiang |                                 |
| 5   | Bayi     |                                 |
| 6   | Sichuan  |                                 |
| 7   | Liaoning |                                 |
| 8   | Beijing  |                                 |
| 9   | Shandong | Chinese Volleyball League B     |
| 10  | Hebei    | Chinese Volleyball League B     |